# 蒋建新
蒋建新（1962年12月—），湖南新宁人，汉族，中国共产党党员。中华人民共和国政治人物、第十三届全国人民代表大会解放军和武警部队代表。

## 生平
2018年，蒋建新被选为解放军和武警部队出席第十三届全国人民代表大会代表。